# João Parahyba
João Parahyba (São Paulo, 1950) é um percussionista brasileiro, arranjador e compositor de jazz e samba rock, é um dos fundadores do Trio Mocotó.